# Kienbergl
Das Kienbergl ist ein Berg der Chiemgauer Alpen in Bayern mit 1135 m ü. NHN Höhe. Er liegt im Gemeindegebiet von Inzell im Landkreis Traunstein.

## Etymologie
Kienbergl ist das Diminutiv von Kienberg und bedeutet somit Kleiner Kienberg, da der Berg dem weitaus höheren Inzeller Kienberg nördlich vorgelagert ist. Möglicherweise stehen auch die beiden Inzeller Ortsteile Kienberg und Kienau hiermit in Verbindung. Das Wort Kien bedeutet harzreiches Holz vor allem der Kiefer, die am Kienbergl gedeiht. Laut dem Deutschen Wörterbuch der Brüder Grimm bedeutet Kienberg eine von Kiefern bestandene Anhöhe.

## Geographie
Das Kienbergl besitzt zwei Gipfel – einen 1070 Meter hohen Vorgipfel im Westen, der das Gipfelkreuz trägt, und den eigentlichen 1135 Meter hohen Hauptgipfel 300 Meter weiter ostsüdöstlich. Der Hauptgipfel, der mittlerweile ebenfalls ein Kreuz trägt und daher auch als Kreuzgipfel bezeichnet wird, liegt 2,4 Kilometer südsüdwestlich des Ortszentrums von Inzell. Der Berg bildet einen kleinen, separat stehenden Bergstock, der etwas in die Ostsüdost-Richtung ausgelängt ist – der Bergstock ist 1,6 Kilometer lang und knapp 1,2 Kilometer breit. Er wird durch den vom Inzeller Ortsteil Zwing nach Norden zum Zwingsee fließenden Bach vom Massiv des Falkensteins (1181 m) abgetrennt. Im Süden trennen ihn das Wildenmoos und im Westen der Schmelzbach vom Inzeller Kienberg. Auf seiner Nordseite grenzt er an das flache, auf unter 700 Meter liegende Inzeller Becken. Außer den beiden orographischen Grenzbächen gehen vom Kienbergl keine weiteren Fließgewässer aus.
Der kleine Bergstock ist nahezu vollkommen bewaldet, nur auf seiner Nordflanke besitzt er auch ausgedehntere Felswände. Er wird im Westen, Norden und Osten von der Deutschen Alpenstraße (B 305) umfahren.

### Zugang
Der Zugang zum Kienbergl erfolgt meist von der Deutschen Alpenstraße im Westen beim Ortsteil Schmelz (742 m). Über einen nicht allzu schwierigen, nach Osten in kleineren Serpentinen an Höhe gewinnenden Steig kann der Vorgipfel und sodann der Hauptgipfel in einer guten Stunde erreicht werden. Die zurückgelegte Höhendifferenz beträgt knapp 400 Meter. Einen weiteren Zugang bietet der von Zwing ausgehende Brennatsteig, der in Serpentinen über die Südseite auf den Vorgipfel führt.
Das Kienbergl gestattet einen recht imposanten Tiefblick in das Inzeller Becken, sehr schön auch die Aussicht nach Westen zu den Ruhpoldinger Bergen (Zeller Berg, Zinnkopf, Westerberg, Hochfelln), zum Teisenberg, Falkenstein, Zwiesel(Chiemgauer Alpen), Watzmann, Reiter Alpe, Ristfeuchthorn und Inzeller Kienberg.

## Geologie

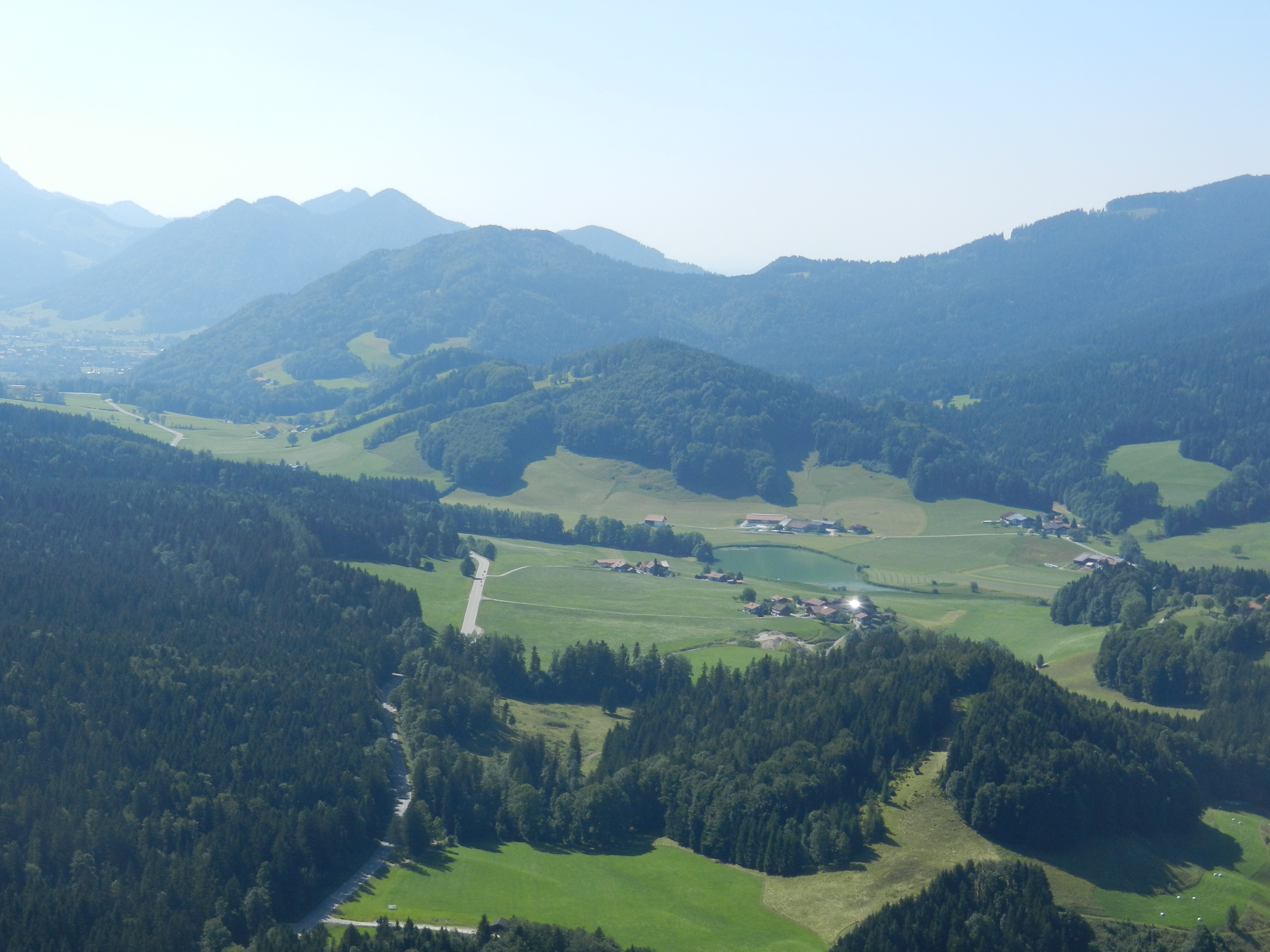
Blick vom Kienbergl nach Westnordwest zum Froschsee und den Bergen Ruhpoldings

Das Kienbergl baut sich aus Wettersteinkalk des Ladiniums auf, welcher auf der Süd- und der Westseite des Bergstocks der ebenfalls ladinischen Partnach-Formation auflagert. Die Partnach-Formation ist als Partnachkalk ausgebildet – ein dunkelgrauer, gelegentlich rötlichvioletter, dickbankiger, bituminöser Kalk, der Onkoide, Radiolarien, Foraminiferen und juvenile Muschelschalenreste führt. Den anschließenden Unteren Wettersteinkalk baut ein weißgrauer Kalk auf, der über weite Gebiete durch reinweißen splittrigen Dolomit vertreten wird. In Störungsnähe wird dieser Dolomit gelblich bis silbergrau, stark sandig und grusig und besitzt so gut wie keine Schichtflächen.
Die Sedimente streichen Ost-West und fallen flach (bis zu 30°) nach Norden ein – sie bilden den leicht abtauchenden Nordflügel eines Stirnsattels. Diese beiden triassischen Formationen liegen somit am Stirnrand der Staufen-Höllengebirgs-Decke des Tirolikums. Ihre steile Überschiebungsbahn wird von Lockersedimenten verdeckt, dürfte aber etwas südlich der Alpenstraße vom Südende des Zwingsees in westlicher Richtung bis zum Zwingbach verlaufen. Dort wird sie von einer Nordnordwest-streichenden Querstörung gut 200 Meter nach Süden rückversetzt. Unmittelbar vor der Überschiebung steht Hauptdolomit an, welcher der Allgäu-Decke des Bajuvarikums zugeordnet wird und seine Fortsetzung nach Westnordwest in Richtung Auer-Berg findet. Der Bergstock des Kienbergls wird intern  von zwei Störungen durchsetzt, welche Nordnordost bis Nordost streichen. Die gekrümmte Störung am Vorgipfel deutet auf eine Abschiebung unter Absenkung des Westteils hin.

### Würm-Kaltzeit und Holozän

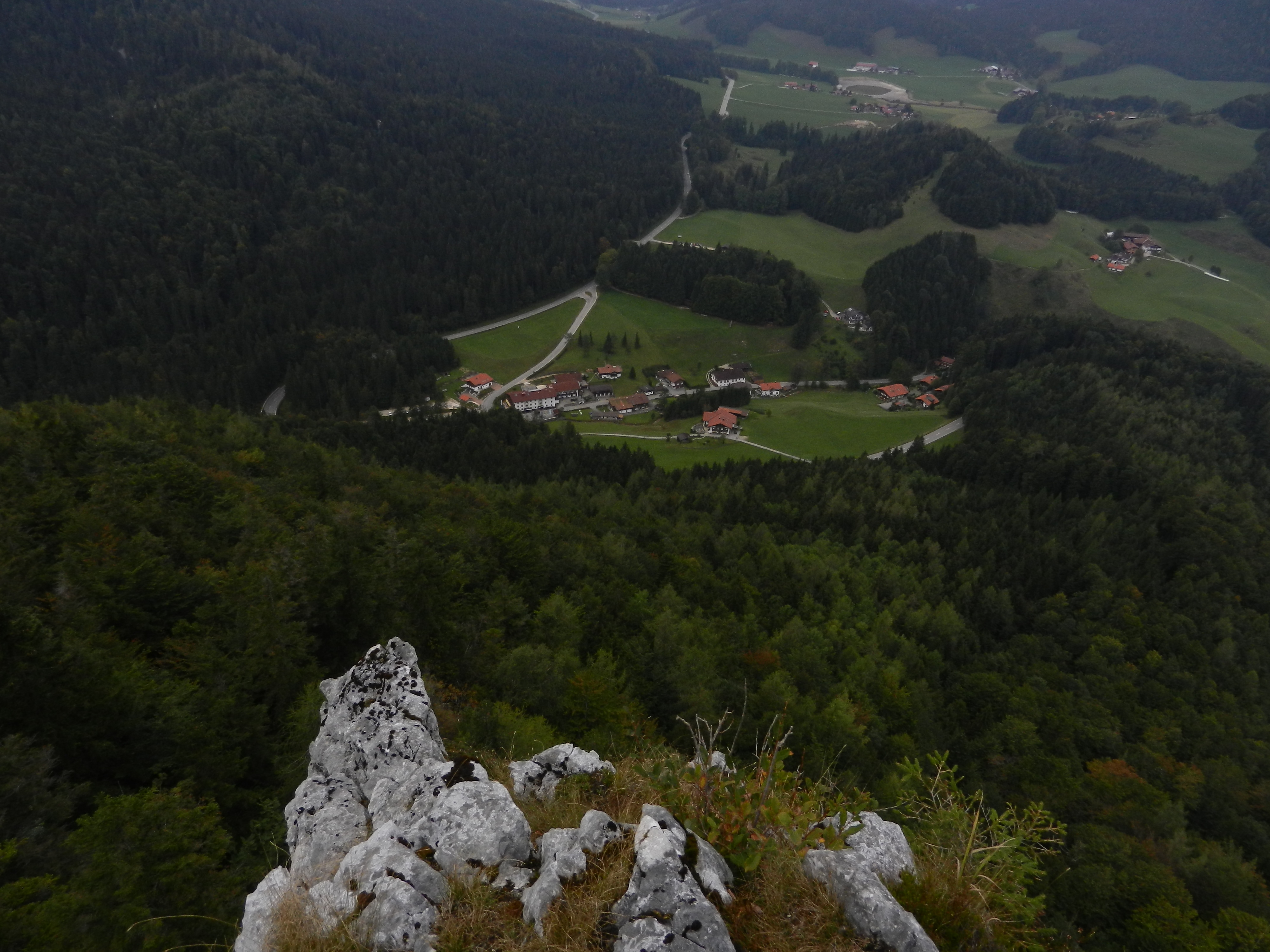
Blick vom Vorgipfel des Kienbergls nach Westen hinunter nach Schmelz

Während der Würm-Kaltzeit wurde das Kienbergl von den Ferneismassen des Rottraungletschers – einem linken Seitenast des Saalach-Gletschers – beidseitig umflossen. Laut Klaus Doben (1973) erreichte das Ferneis am Kienbergl eine Höhe von etwas über 900 Metern und war somit 200 Meter mächtig. Am Kienbergl ragten damals nur noch die beiden Gipfel und das verbindende Gratstück aus dem Eis hervor. Die Eismassen hinterließen Moränenablagerungen im Wildenmoostal, nördlich von Zwing als auch entlang des Schmelzbachs. Unmittelbar nördlich vor der Deckenüberschiebung lagert ebenfalls Moränenmaterial, an das sich sodann spät- bis postglaziale Schotter und Kiese des Inzeller Beckens bei Sulzbach anschließen. Diese Schotter und Kiese werden in großem Stil in zwei Arealen südlich von Sulzbach abgebaut. Wallformen der Fernmoräne sind beiderseits des Schmelzbachs zu sehen. Lokale Wallformen treten östlich von Kienberg und südlich von Kienau auf. Sowohl der Nord- als auch der Südfuß des Kienbergls werden von späteiszeitlichem Hangschutt verhüllt. Während des Holozäns bildete sich im Wildenmoos ein Nieder- mit zentralem  Hochmoor. Auch tonig-schluffige bis sandig-kiesige Seeablagerungen liegen im Wildenmoostal. Aus dieser Zeit stammen auch die beiden Muren am Südhang des Kienbergls. Rückzugsschotter des Rottraungletschers finden sich im Schmelzbach und entlang der Talung an der Ostseite.

## Ökologie
Die Südhälfte des Kienbergls bildet Teil des Naturschutzgebiets Östliche Chiemgauer Alpen.